# Federazione internazionale cinema e televisioni sportive
La Federazione internazionale cinema e televisioni sportive (nome ufficiale in francese Fédération internationale cinéma et télévision sportifs) – nota anche con l'acronimo FICTS – è un'associazione no-profit che promuove i valori dello sport attraverso le immagini.
Riconosciuta ufficialmente dal Comitato Olimpico Internazionale, nel 2022 conta 10 233 soci in 125 nazioni.

## Storia
L'associazione nacque nel 1983, organizzando sin dal primo anno di vita il festival «Sport Movies & TV - Milano International FICTS Fest». Dal 1996 il presidente è Franco Ascani.

## Attività
La federazione gestisce un archivio di immagini sportive audiovisive, cura mostre a tema sportivo e diffonde la cultura sportiva presso le scuole, oltre ad organizzare annualmente il campionato «World FICTS Challenge» ed il festival «Sport Movies & TV - Milano International FICTS Fest».

### World FICTS Challenge
Il «World FICTS Challenge» è un campionato mondiale del cinema, della televisione e della cultura sportiva che costituisce il principale mezzo adottato dall'associazione per la promozione e la diffusione dei valori olimpici e della cultura dello sport.
Le tappe previste nel 2022 sono:
- Barcellona (Spagna)
- Costa Azzurra (Francia)
- Lisbona (Portogallo)
- Rotterdam (Paesi Bassi)
- Sarajevo (Bosnia ed Erzegovina)
- Rogaška Slatina (Slovenia)
- Teheran (Iran)
- Pechino (Cina)
- Zlatibor (Serbia)
- Nagano (Giappone)
- Kampala (Uganda)
- Venezia-Treviso (Italia)
- Tashkent (Uzbekistan)
- Pristina (Kosovo)
- Liberec (Repubblica Ceca)
- Belo Horizonte (Brasile)
- Buenos Aires (Argentina)
- Nairobi (Kenya)
- Kingston (Giamaica)

### Sport Movies & TV - Milano International FICTS Fest
Il festival «Sport Movies & TV - Milano International FICTS Fest» costituisce la "finale" del «World FICTS Challenge», in cui vengono assegnati i premi finali.
Nel 2021 le categorie premiate furono:
- Olympic spirit - Olympic values
- Documentary - Team sport
- Movies
- TV & Weblog
- Paralympics
- Documentary - Biopic
- Documentary - Individual sport
- Documentary - Great champions
- Movies & TV football - Feature
- Movies & TV football - Short
- Sport & Society - Sport values education and culture